# Teodósia (esposa de Leão V)
Teodósia foi uma imperatriz-consorte bizantina, esposa de Leão V, o Armênio. Ela era filha de Arsaber, um patrício bizantino, conforme o relato de José Genésio e de Teófanes Continuado, a continuação da crônica de Teófanes, o Confessor. Não se sabe o nome de sua mãe.

## Família
Arsaber liderou uma fracassada revolta contra Nicéforo I, o Logóteta em 808. De acordo com George Finlay: "No ano de 808, porém, uma conspiração se formou para colocar Arsaber, um patrício que detinha o cargo de questor (ou ministro da legislação) no trono. Embora Arsaber fosse de uma família armênia, muitas pessoas de alto status eram aliadas dele; ainda assim, Nicéforo apenas confiscou suas propriedades e o obrigou a aceitar a vida monástica".
O nome do pai de Teodósia indica a sua origem armênia, porém não se conhece os nomes de seus ancestrais. Teorias genealógicas sugerem a família Camsaracano.

## Casamento
Teodósia se casou com Leão V, o Armênio, que era um estratego sob Nicéforo I, o Logóteta. Seu apoio ao imperador contra a revolta de Vardanes, o Turco foi decisiva para a vitória de Nicéforo. Leão conseguiu ascender ao trono logo depois da abdicação de Miguel I Rangabe em 813.
Teodósia foi a única esposa de Leão mencionada nas fontes primárias. Porém, uma interpretação do texto de Teófanes Continuado apresenta Leão se casando com uma filha de Vardanes. Esta interpretação faria de Leão um cunhado de Tecla, a primeira esposa de Miguel II, o Amoriano. Warren Treadgold, por exemplo, faz uso desta teoria em sua obra "The Byzantine Revival 780-842" (1988).
Genésio relata que Procópia, esposa de Miguel I, chamava sua sucessora de "Barca". Treadgold sugere que este era o nome verdadeiro da primeira esposa de Leão, o que significaria que Teodósia só teria se casado com Leão quando ele já era imperador. Porém, a palavra é também o termo grego para "barco", o que pode significar que "barca" seria nada mais do que um epíteto zombeteiro para Teodósia.
Qualquer que seja o seu status como esposa, Teodósia era a imperatriz quando Leão V foi assassinado no Natal de 820. Miguel II ascendeu ao trono e exilou Teodósia e os filhos de Leão V para a ilha de Proti. João Zonaras relata que eles não foram obrigados a fazer os votos monásticos e que, ao invés disso, receberam permissão para herdar parte das propriedades pessoais de Leão V e a renda que dela provinha. Eles conseguiram também ter seus próprios empregados. Teodoro Estudita enviou uma carta à imperatriz deposta em algum momento entre 821 e sua própria morte em 826.

## Filhos
Todos os filhos de Leão V são tradicionalmente considerados como sendo de Teodósia. Genésio relata quatro:
- Simbácio (Συμβάτιος), renomeado Constantino, coimperador entre 814 e 820. Castrado e exilado após a morte do pai.
- Basílio. Castrado e exilado após a morte do pai. Ainda estava vivo em 847, pois aparece apoiando a eleição do patriarca Inácio de Constantinopla.
- Gregório. Castrado e exilado após a morte do pai. Ainda estava vivo em 847, pois aparece apoiando a eleição do patriarca Inácio de Constantinopla.
- Teodósio, morreu em 820 logo depois de sua castração.

A existência de uma filha tem sido debatida por historiadores e genealogistas. Por vezes aparece o nome "Ana".

### Possíveis descendentes
Nicholas Adontz em seu livro "The age and origins of the emperor Basil I" (1933) propôs a teoria de que Leão V e Teodósia seriam antepassados de Basílio I, baseado parcialmente no relato dos ascendentes de Basílio feito por Constantino VII, um neto dele. E também no relato de Teófanes Continuado.
Basílio I, de acordo com estes relatos, seria filho de camponeses. Sua mãe é chamada de "Pankalo" por Constantino VII, enquanto que o nome de seu pai se perdeu. Já se sugeriu Simbácio e Constantino, ambos nomes dos filhos mais velhos de Basílio, o que seguiria a tradição tipicamente bizantina de batizar os filhos em homenagem aos avós.
O avô paterno de Basílio é chamado de "Maictes" enquanto que a avó não foi nomeada, mas aparece como sendo uma filha de "Leão", um cidadão de Constantinopla. Adontz identifica este Leão com Leão V, o que faria dele e Teodósia bisavôs de Basílio I.
Adontz também sugeriu que Constantino VII cometeu um erro nas gerações que separariam Maictes e Basílio, sugerindo que este seria um bisneto de Maictes e não teria idade suficiente para ter presenciado as guerras com Crum da Bulgária. Se isto estiver correto, Leão V e Teodósia seriam ancestrais de quarta geração de Basílio.
A teoria tem sido aceita por diversos genealogistas, inclusive Christian Settipani em sua busca pela descendência da antiguidade. O nome Ana tem sido sugerido como a filha de Leão V e Teodósia por ter sido dado também às filhas de Basílio I, Leão VI, o Sábio, Constantino VII e Romano II, imperadores da Dinastia macedônica de Basílio.